# L'Archange Raphaël quittant la famille de Tobie
L'Archange Raphaël quittant la famille de Tobie est une œuvre du peintre Rembrandt, peinte en 1637, conservée au musée du Louvre.

## Description
Le tableau représente la scène où l'archange Raphaël dit adieu à Tobie et à sa famille après s'être identifié. Auparavant, Raphaël avait accompagné Tobie dans sa quête d'un remède pour la cécité de son père qui l'avait envoyé recouvrer des dettes. Avec le fiel d'un poisson, indiqué par l'archange, Tobie guérit effectivement son père. Toujours grâce à Raphaël, Tobie fait la connaissance de Sara qu'il épousera après l'avoir délivrée du démon.
Dans cette scène, Rembrandt montre l'archange qui prend son envol, sa mission étant terminée. Tobie est agenouillé et lève les yeux au ciel, incrédule. Tobit, le père, se prosterne en guise de reconnaissance, tandis que Sara se jette dans les bras d'Anna, la mère de Tobie.
Sur Tobit, Rembrandt a peint un petit chien, symbole des sentiments des humains, oscillant entre la peur et la curiosité. L'archange est peint de dos pour souligner son éloignement. Il est mis en évidence par un jeu de lumière typique de la manière du clair-obscur qu'affectionnait Rembrandt.
L'œuvre a fait partie de la collection de Louis XV après son acquisition auprès de Louis-Victor de Savoie-Carignan, héritier du prince de Carignan, Victor-Amédée Ier de Savoie-Carignan, en 1742.